# Chianciano Terme
Chianciano Terme is een gemeente in de Italiaanse provincie Siena (regio Toscane) en telt 7223 inwoners (31-12-2004). De oppervlakte bedraagt 36,5 km², de bevolkingsdichtheid is 198 inwoners per km².

## Demografie
Chianciano Terme telt ongeveer 3270 huishoudens. Het aantal inwoners daalde in de periode 1991-2001 met 6,6% volgens cijfers uit de tienjaarlijkse volkstellingen van ISTAT.
| Jaar | Inwoneraantal |
| ---- | ------------- |
| 1991 | 7445          |
| 2001 | 6955          |

## Geografie
De gemeente ligt op ongeveer 475 m boven zeeniveau.
Chianciano Terme grenst aan de volgende gemeenten: Chiusi, Montepulciano, Pienza, Sarteano.

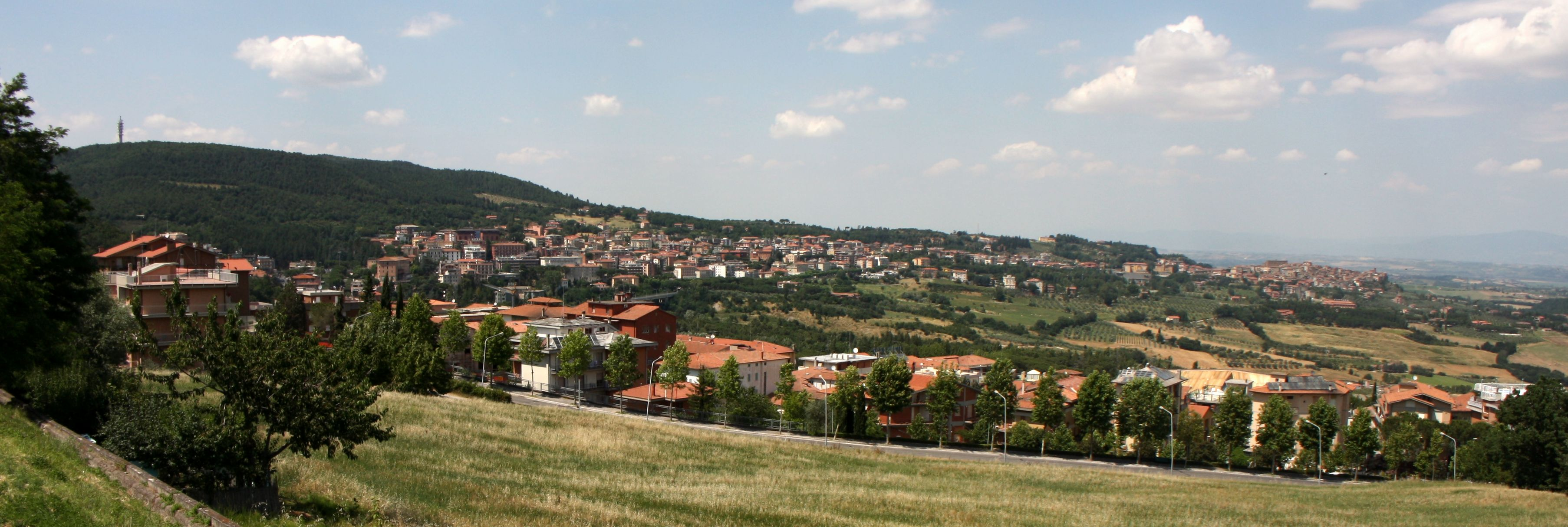
Chianciano Terme

## Sport
In 2024 werd het Europees kampioenschap dammen in Chianciano Terme gehouden.
Abbadia San Salvatore · Asciano · Buonconvento · Casole d'Elsa · Castellina in Chianti · Castelnuovo Berardenga · Castiglione d'Orcia · Cetona · Chianciano Terme · Chiusdino · Chiusi · Colle di Val d'Elsa · Gaiole in Chianti · Montalcino · Montepulciano · Monteriggioni · Monteroni d'Arbia · Monticiano · Murlo · Piancastagnaio · Pienza · Poggibonsi · Radda in Chianti · Radicofani · Radicondoli · Rapolano Terme · San Casciano dei Bagni · San Gimignano · San Giovanni d'Asso · San Quirico d'Orcia · Sarteano · Siena · Sinalunga · Sovicille · Torrita di Siena · Trequanda
1. ↑  https://demo.istat.it/?l=it.